# Sjra Frencken
Gerardus Jacobus Hendrikus ("Sjra") Frencken (Helden, 4 december 1911 – Roggel, 13 februari 1987) was een Nederlandse burgemeester.

## Leven en werk
Frencken werd in geboren als zoon van de postkantoorhouder Hubertus Theodorus Frencken en Maria Anna Johanna Creemers. Voordat hij tot burgemeester werd benoemd was hij werkzaam als ambtenaar ter secretarie in Roggel. Per 1 september 1949 werd hij benoemd tot burgemeester van Wessem. Negen jaar later werd hij per 16 september 1958 benoemd tot burgemeester van Voerendaal. Op zijn verzoek werd hem per 1 februari 1969 eervol ontslag als burgemeester verleend. Hij trad daarna als inspecteur in dienst bij het Algemeen Burgerlijk Pensioenfonds (A.B.P.).
Sjra Frencken was gehuwd met Lies Reinders en had vier kinderen. Hij overleed 13 februari 1987 op 75-jarige leeftijd in Roggel. Hij werd op 18 februari 1987 begraven op het rooms-katholieke kerkhof van Roggel.